# Corpus separatum (Jerusalén)
Corpus separatum (en latín, "cuerpo separado") es un término utilizado para describir a la zona correspondiente a Jerusalén y sus alrededores en el Plan de las Naciones Unidas para la partición de Palestina (1947). Según el plan, la zona en cuestión sería puesta bajo un régimen internacional debido a su importancia religiosa. El plan fue adoptado por la Asamblea General pero no pudo ser implementado debido al conflicto árabe-israelí. 

## Definición

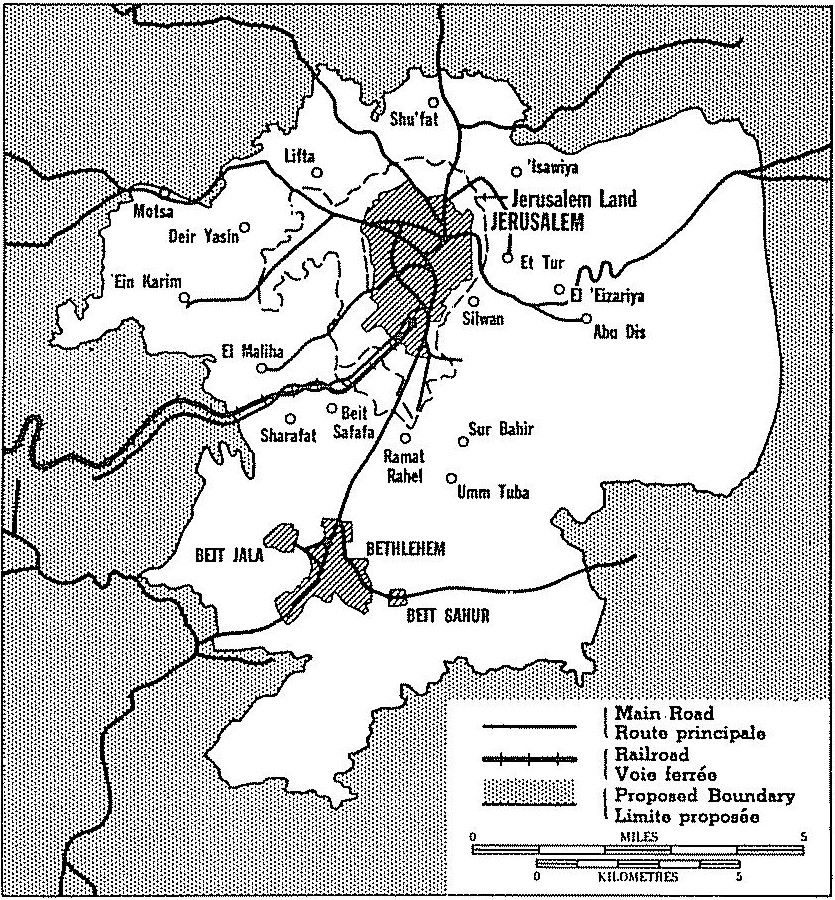
Mapa del Corpus separatum previsto para Jerusalén

El plan fue propuesto inicialmente en la Resolución 181 de la Asamblea General de las Naciones Unidas, la cual fue adoptada el 29 de noviembre de 1947. Establecía que "los Estados Independientes Árabes y Judíos y el Régimen Especial Internacional para la Ciudad de Jerusalén... surgirán en Palestina dos meses después de la evacuación de las fuerzas armadas de la Potencia mandatoria haya sido completada, pero en todo caso a más tardar el 1º de octubre de 1948 ". Todos los residentes se convertirían automáticamente en "ciudadanos de la Ciudad de Jerusalén", a menos que optaran por la ciudadanía del Estado árabe o judío. 
El plan estipuló que la zona de Jerusalén sería administrada por las Naciones Unidas a través del Consejo de Administración Fiduciaria. El territorio de la zona fue definido de la siguiente manera:

La Ciudad de Jerusalén comprenderá el actual municipio de Jerusalén más las aldeas y ciudades vecinas, de las cuales la más oriental será Abu Dis; la más meridional Belén; la más occidental Ein Karim (inclusive el poblado de Motsa) y la más septentrional Shu'fat.

La Asamblea General encargó al Consejo de Administración Fiduciaria la tarea de elaborar un estatuto para la ciudad (para durar inicialmente 10 años), proveyendo el nombramiento de un gobernador y personal administrativo, amplia autonomía local para pueblos y ciudades, establecimiento de un cuerpo especial de policía y la elección de un consejo legislativo sin distinción de nacionalidad, entre otros objetivos.
Según la resolución 181, el objetivo era dotar a Jerusalén con un estatus legal internacional compatible con su carácter histórico y su importancia religiosa.
Como la implementación del plan de partición fracasó debido al conflicto árabe-israelí, la Resolución 194 del 11 de diciembre de 1948 estableció una Comisión de Conciliación. Su tarea consistía, entre otras cosas, en aplicar el régimen internacional para la región de Jerusalén.
El 27 de agosto de 1949, dicha comisión presentó el proyecto de texto de un plan para la aplicación del régimen internacional. El plan preveía una Jerusalén desmilitarizada dividida en una zona judía y árabe, sin afectar la nacionalidad de sus residentes. Se señalaba que el Comité había abandonado el principio original de un corpus separatum. Jerusalén no sería la capital ni de Israel ni del estado árabe. El 1° de septiembre de 1949, la comisión presentó el plan a la Asamblea General, la cual no lo aceptó.
El 5 de diciembre de 1949, David Ben Gurion (primer ministro de Israel) declaró a la parte judía de Jerusalén como parte del Estado de Israel. Cuatro días más tarde, la Asamblea General reafirmó su intención de situar a Jerusalén bajo un régimen internacional permanente como un corpus separatum de conformidad con el Plan de Partición de la ONU de 1947 mediante la Resolución 303 del 9 de diciembre de 1949. La resolución pidió al Consejo de Administración Fiduciaria que preparara el Estatuto de Jerusalén sin demora.
El 4 de abril de 1950, el Consejo de Administración Fiduciaria aprobó un proyecto de estatuto de la ciudad de Jerusalén, que fue presentado a la Asamblea General el 14 de junio de 1950. El estatuto se ajustó al plan de partición del 29 de noviembre de 1947. No obstante, no pudo ser implementado.

## Acontecimientos posteriores
Los líderes de Israel dieron muestras de aceptar el plan de partición, pero el mismo fue rechazado por los líderes árabes, quienes respondieron a la declaración de independencia de Israel al año siguiente yendo a la guerra. El conflicto resultante rediseñó sustancialmente el mapa, mientras las fuerzas israelíes se dirigían a Jerusalén y expulsaban a gran parte de la población palestina de la llanura costera y Galilea. A consecuencia de la guerra, Jerusalén pasó a ser una ciudad dividida, con los lugares sagrados en la parte oriental bajo control jordano y la parte occidental bajo control israelí. La comunidad internacional siguió considerando que la ciudad tenía un estatus distinto.
Las líneas dibujadas en un mapa por comandantes israelíes y jordanos en noviembre de 1948, que más tarde se convirtió en la Línea de Armisticio oficial de 1949, dejaron partes de Jerusalén como tierra de nadie, fuera del control israelí y jordano. Se hicieron arreglos especiales para el Monte Scopus, que estaba en la zona controlada por Jordania, pero albergaba un hospital israelí y la Universidad Hebrea de Jerusalén. La Línea del Armisticio de 1949, también conocida como la Línea Verde (o más coloquialmente como "las fronteras de 1967"), se refiere a menudo en las negociaciones entre israelíes y palestinos.
Tras la Guerra de los Seis Días, Israel anexó Jerusalén Oriental, redefiniendo los límites municipales de la ciudad para incorporar otros pueblos y ciudades de Cisjordania, algo que no es reconocido por ningún país en la comunidad internacional. A pesar de la anexión, a los palestinos de Jerusalén Oriental no se les concedió la ciudadanía de Israel de la misma manera en que se hizo con los palestinos residentes en el país después de la guerra de 1948. En cambio, los palestinos de Jerusalén Oriental recibieron el estatus de "residente permanente", el mismo estatus que los extranjeros no judíos residentes en Israel, según el grupo israelí de derechos humanos B'tselem. Los palestinos de Jerusalén Oriental viven bajo el constante temor de que sus identificaciones en Jerusalén sean revocadas si no pueden probar su residencia. B'tselem dice que 14.000 han sufrido ese destino desde 1967.
A pesar de que la comunidad internacional (incluidos los Estados Unidos, el principal aliado de Israel) rechazó el asentamiento israelí en Jerusalén Oriental, 12 bloques de asentamientos israelíes que albergan a más de 190.000 colonos judíos han sido construidos en tierras ocupadas en la ciudad desde 1967.
En 1980, el Knesset (parlamento israelí) aprobó la Ley de Jerusalén, que establece que "Jerusalén, completa y unida, es la capital de Israel". Sin embargo, la Resolución 478 del Consejo de Seguridad de las Naciones Unidas declaró la ley "nula y sin efecto". Hasta mayo de 2018, ningún país extranjero tenía su embajada en Jerusalén.  Aunque el Congreso estadounidense, en 1995, aprobó una ley que exigía que la Embajada de ese país fuera trasladada de Tel Aviv a Jerusalén, permitió al Ejecutivo la opción de, cada seis meses, firmar una renuncia a la implementación de esa ley. Desde entonces, cada presidente de los Estados Unidos (comenzando con Bill Clinton), ha renunciado a la aplicación de esa ley dos veces al año. En su campaña electoral, el presidente estadounidense Donald Trump anunció que trasladaría la embajada estadounidense a Jerusalén. Ya como presidente, dijo en una entrevista en febrero de 2017 al periódico israelí Israel Hayom que estaba estudiando la cuestión. Sin embargo, la administración Trump decidió en mayo no trasladar la embajada a Jerusalén "por ahora", para evitar provocar a los palestinos.
El 6 de diciembre de 2017, la administración Trump reconoció oficialmente a Jerusalén como la capital de Israel, convirtiendo a Estados Unidos en el primer país en reconocer dicha capitalidad, si bien Rusia reconoce a Jerusalén Oeste como capital de Israel y Jerusalén Este como capital de un futuro estado palestino. Trump agregó que el Departamento de Estado iniciaría el proceso de traslado de la embajada de Estados Unidos a Jerusalén. El Secretario de Estado Rex Tillerson luego aclaró que la declaración del Presidente "no indicaba ningún estado final para Jerusalén" y "era muy claro que el estatus final, incluidas las fronteras, quedaría en manos de las dos partes para negociar y decidir". La decisión de Trump de reconocer a Jerusalén como la capital de Israel fue rechazada por la mayoría de los líderes mundiales. Además, la decisión generó protestas en varios países musulmanes, especialmente en los territorios palestinos. El líder negociador palestino, Saeb Erekat, declaró que "la solución de dos estados ha llegado a su fin". Sin embargo, el anuncio de Trump fue bien recibido en Israel. Minutos después de finalizar el discurso de Trump, la municipalidad de Jerusalén iluminó las murallas de la Ciudad Vieja con las banderas de Israel y Estados Unidos, en señal de agradecimiento. "Este es un día histórico", declaró el primer ministro israelí Benjamin Netanyahu, quien calificó de "justa y valiente" la decisión de Trump. Netanyahu aseguró que la decisión de reconocer a Jerusalén como capital de Israel no contradice el deseo de lograr la paz y se comprometió a "trabajar por la paz" con todos sus vecinos, "incluyendo los palestinos". El 14 de mayo de 2018, la embajada estadounidense en Israel inauguró su nueva sede en Jerusalén, provocando manifestaciones en la Franja de Gaza.
El estatus de Jerusalén ha demostrado ser un gran obstáculo en los esfuerzos por forjar una solución de dos estados para el conflicto israelí-palestino. El fracaso en llegar a un acuerdo sobre el tema fue una de las razones clave para el fracaso de las negociaciones de Camp David de 2000 entre la Organización para la Liberación de Palestina e Israel mediada por Estados Unidos. La OLP exigió la soberanía palestina sobre Jerusalén al este de la Línea Verde. Israel propuso dar a los palestinos la custodia de sitios sagrados musulmanes y cristianos en Jerusalén Oriental, pero no la soberanía. La parte israelí también exigió que los grandes bloques de asentamientos en Jerusalén Oriental continuaran siendo parte de Israel. Entonces el líder de la oposición Ariel Sharon rechazó incluso esa oferta del gobierno de Israel y tomó un gran contingente de seguridad en un recorrido a pie por el Monte del Templo (incluyendo los recintos de los lugares sagrados islámicos) desencadenando protestas palestinas que desencadenaron la Segunda Intifada.